# 手塚義明 (作詞家)
手塚 義明（てづか よしあき、1881年11月7日 - 1965年10月17日）は、大正から昭和前期にかけて活動した日本の作詞家。日本赤十字社副参事を歴任。
山梨県出身。号は蘇堂（そどう）。

## 経歴
1902年（明治35年）に山梨県師範学校を卒業し、母校の国語教諭として児童雑誌『活児童』の立ち上げに携わる。その後、福島県師範学校を経て旧制鹿児島中学校教諭を歴任した。
1923年（大正12年）、新潟県で開校した旧制六日町中学校の初代校長在職時、大正天皇の「国民精神作興ニ関スル詔書」渙発に呼応して県が懸賞募集した「国民精神作興の歌」で応募作「我等は太陽民族（ひのたみ）」が一等入選し、信時潔の作曲で発表される。5年後の1928年（昭和3年）、旧制三条中学校校長在職中に新潟市が11年前に土井晩翠が作詞したものの未完成に終わった「新潟市歌」の作詞を改めて依頼され、信時潔の作曲を得て完成した。
定年退職後の1934年（昭和9年）、日本赤十字社副参事に迎えられる。1965年（昭和40年）10月17日死去。享年85（満83歳没）。没後の1978年（昭和53年）、新潟県立三条高校同窓会により遺稿集が刊行された。

## 作品
- 『蘇堂手塚義明先生遺稿抄』（新潟県立三条高等学校同窓会、1978年）[注 1]

### 国民歌
- 国民精神作興の歌「我等は太陽民族」（作曲：信時潔）[3]

### 自治体歌
- 新潟市歌（作曲：信時潔） - 初代、1969年（昭和44年）廃止。

### 校歌
- 岩手県立釜石高等学校校歌（作曲：下総皖一）
- 新潟県立六日町高等学校校歌（作曲：山田耕筰）
- 新潟県立加茂高等学校校歌（作曲：信時潔）
- 十日町市立中条小学校校歌（作曲：吉澤實）
- 十日町市立青柳小学校校歌（作曲：青柳善吾）
- 旧加茂南国民学校校歌（作曲：小出浩平）
- 三条市立本成寺中学校校歌（作曲 : 信時潔）